# Rudolf Lippert (Tischtennisspieler)
Rudolf Lippert (* 22. Juni 1935) war in den 1960er Jahren einer der stärksten Tischtennisspieler der DDR. Er nahm an der Tischtennisweltmeisterschaft 1963 in Prag teil.
Lippert spielte bis März 1954 in Döbeln, danach im Tischtennis-Leistungszentrum in Jena beziehungsweise bei FC Carl Zeiss Jena und SC Motor Jena. 1955, 1958 und 1959 gewann er mit Motor Jena die  Mannschaftsmeisterschaft der DDR. 1962 belegte er bei DDR-Meisterschaften in Chemnitz den zweiten Platz im Einzel, 1958 wurde er Zweiter im Doppel (mit Helmut Hanschmann), ebenso 1961 (mit Heinz Reimann). 1960 nahm er in Zagreb an der Europameisterschaft teil. Bei der Weltmeisterschaft 1963 belegte er mit der Mannschaft der DDR den 9. Platz.

## Turnierergebnisse
| Verband | Veranstaltung     | Jahr | Ort  | Land | Einzel     | Doppel     | Mixed      | Team |
| ------- | ----------------- | ---- | ---- | ---- | ---------- | ---------- | ---------- | ---- |
| GDR     | Weltmeisterschaft | 1963 | Prag | TCH  | letzte 256 | letzte 128 | letzte 128 | 9    |